# World Youth Games 1998
World Youth Games 1998 var de första internationella multi-sportevenemangen av sitt slag. Mer än 7 500 unga idrottare representerande 140 länder från hela världen deltog i tävlingarna. Eftersom tävlingarna stöddes av IOK  gick de även under namnet som de första olympiska spelen för ungdomar. Tävlingarna hölls i Moskva, Ryssland mellan 11 och 19 juli 1998.

## Ceremonier
Öppningsceremonin hölls i Luzjniki Stadium (Стадион "Лужники"). Den besöktes av 32 medlemmar från IOK, 43 ordförande från olika nationella olympiska kommittéer, Boris Jeltsin - Rysslands dåvarande president, Jurij Luzjkov - Moskvas borgmästare och 80 000 åskådare. En av de mest enastående händelserna under ceremonin var anländandet av facklan, efter att ha rest genom 13 av Rysslands regioner. En annan enastående händelse var när två ryska kosmonauter hälsade till publiken från rymdfarkosten Mir. Moskvas borgmästare och IOK:s president talade till åskådarna och den ryska presidenten invigde spelen.

## Deltagande och sporter
Mer än 7 500 idrottare under 17 år deltog i spelen representerande 140 länder, de deltog i olika sporter såsom basket, fotboll, volleyboll, handboll, tennis, bordtennis, friidrott, simning, konstsim, gymnastik, fäktning, judo och grekisk-romersk brottning.

## Syfte
Syftet med de första World Youth Games var att involvera unga idrottare i den olympiska rörelsen och förespråka den olympiska andan av vänskap och förståelse mellan fölkgrupper, förbereda idrottare för deltagande i framtida olympiska spel. Med start 2010 kommer olympiska spelen för ungdomar att arrangeras vart fjärde år med vinter- och sommarupplaga.  Singapore kommer att arrangera de första spelen 2010..

## Maskotar
Mottot till World Youth Games 1998 var ”the Open World for Childhood” (den öppna världen för barndomen) och dess maskot var återigen Misja (Мишка)  - den ryska OS-maskoten till olympiska sommarspelen 1980 i Moskva.

## Bakgrund
Den 27 november 1995 besökte en liten regeringsgrupp från Moskva IOK:s högkvarter i Lausanne, Schweiz, för att ge support till ett internationellt sportevenemang i den ryska huvudstaden. Moskvas delegation argumenterade med att staden hade stora erfarenheter av att arrangera sportevenemang. IOK garanterade sitt stöd för ”World Youth Games” och en överenskommelse skrevs under i april 1997 mellan IOK, Moskvas stadsstyrelse och den ryska olympiska kommittén som säkrade tävlingarna.

## Infrastruktur
Efter att avtalet hade skrivits under, startade Moskva sina förberedelser inom infrastrukturen. Det innehöll två stora projekt. Det första var renoveringen av Luzjniki Sports Arena, vilket var färdigt i september 1997 till Moskvas 850-årsfirande. . Stadion byggdes 1955 och blev 1980 huvudarenan vid olympiska sommarspelen 1980. Det andra stora projektet var byggandet av en olympisk by. Byggandet kontrollerades av stadens administration och var baserat på planen för byn till olympiska sommarspelen 1980. Byn bestod av fem 19-25-våningshus, en komplett idrottshall, en cykelbana och en enorm restaurang. Utöver detta bestod landskapet av konstgjorda kullar och en sjö. Senare blev detta område ett av de mest prestigefyllda bostadsområdena i staden.